# Kuklinów (przystanek kolejowy)
Kuklinów – przystanek kolejowy położony we wsi Kuklinów w woj. wielkopolskim, w powiecie krotoszyńskim, w gminie Kobylin.

## Ruch pasażerski[1]
| Rok  | Wymiana pasażerska na dobę |
| ---- | -------------------------- |
| 2017 | 0-9                        |
| 2018 | 0-9                        |
| 2019 | 0-9                        |
| 2020 | 0-9                        |
| 2021 | 0-9                        |
| 2022 | 0-9                        |
| 2023 | 0-9                        |